# Tricoceps varipennis
Tricoceps varipennis är en insektsart som beskrevs av Victor Antoine Signoret. Tricoceps varipennis ingår i släktet Tricoceps och familjen hornstritar. Inga underarter finns listade i Catalogue of Life.